# ノーベルト・トイブル
ノーベルト・トイブル（Norbert Täubl, 1957年 - ）は、オーストリアのクラリネット奏者。

## 経歴
- ウィーン国立音楽大学でペーター・シュミードルに師事、最優秀の成績で卒業。
- 1979年、ウィーン国立歌劇場管弦楽団に入団、続いて1980年、ウィーン・フィルハーモニー管弦楽団に入団。
- 1995年、アルフレート・プリンツの後継としてウィーン・フィルハーモニー管弦楽団の首席クラリネット奏者に就任。
- その間、新ウィーン八重奏団、ウィーン室内合奏団メンバーに。さらに1999年より、カール・ライスターの後任として、アンサンブル・ウィーン＝ベルリンのメンバーとして活躍している。

## ディスコグラフィー
- 『inter Clarinet』（TPT B108 011）